# هاي فلاي (شركة طيران)
هاي فلاي (بالإنجليزية: Hi Fly)‏ هي شركة طيران شارتر برتغالية في لشبونة، مقرها مطار لشبونة. أنشئت الشركة سنة 2005، واجتازت إجراءات الاعتماد الأولية ومُنحت شهادة مشغل جوي من سلطة الطيران المدني البرتغالية (المعهد الوطني للطيران المدني في البرتغال، INAC) في أبريل 2006.

## الوجهات
هاي فلاي ليس لديها وجهات مجدولة. وهي متخصصة في تأجير الطائرات في جميع أنحاء العالم وخدمة عقد الإيجار شامل للخدمة بعقود متوسطة إلى طويلة الأجل لشركات الطيران ومنظمي الرحلات والحكومات والشركات والأفراد.
كانت هاي فلاي في عام 2021 واحدة من شركات الطيران المستخدمة لترحيل طالبي اللجوء من المملكة المتحدة إلى رواندا.

## الأسطول

### الأسطول الحالي
اعتبارًا من يناير 2023، يتكون أسطول هاي فلاي -باستثناء شركة هاي فلاي مالطا الفرعية- من الطائرات التالية:
| الطائرة        | في الخدمة | مطلوبة | الركاب | الركاب       | الركاب   | الركاب  | ملاحظات |  |
| الطائرة        | في الخدمة | مطلوبة | الأولى | رجال الأعمال | السياحية | المجموع | ملاحظات |  |
| -------------- | --------- | ------ | ------ | ------------ | -------- | ------- | ------- |  |
| إيرباص إيه 321 | 1         | —      | —      | —            | 220      | 220     |         |  |
| المجموع        | 1         | —      |        |              |          |         |         |  |

### التاريخي
قامت هاي فلاي بتشغيل الأنواع التالية من الطائرات في الماضي:
| الطائرة            | المجموع | أدخلت | سحبت | ملاحظات                                          |
| ------------------ | ------- | ----- | ---- | ------------------------------------------------ |
| إيرباص إيه 310     | 2       | 2009  | 2015 |                                                  |
| إيرباص إيه 319     | 1       | 2019  | 2019 |                                                  |
| إيرباص إيه 320     | 3       | 2005  | 2006 |                                                  |
| إيرباص إيه 330     | 2       | 2009  | 2019 |                                                  |
| إيرباص إيه 330     | 2       | 2005  | 2017 |                                                  |
| إيرباص إيه 330 نيو | 1       | 2019  | 2022 | حولت إلى Sunclass Airlines                       |
| إيرباص إيه 340     | 3       | 2009  | 2018 | واحدة منها مستأجرة من الخطوط الجوية الإسكندنافية |
| إيرباص إيه 340     | 2       | 2008  | 2018 |                                                  |

## وصلات خارجية
- الموقع الرسمي للشركة